# IC 1060

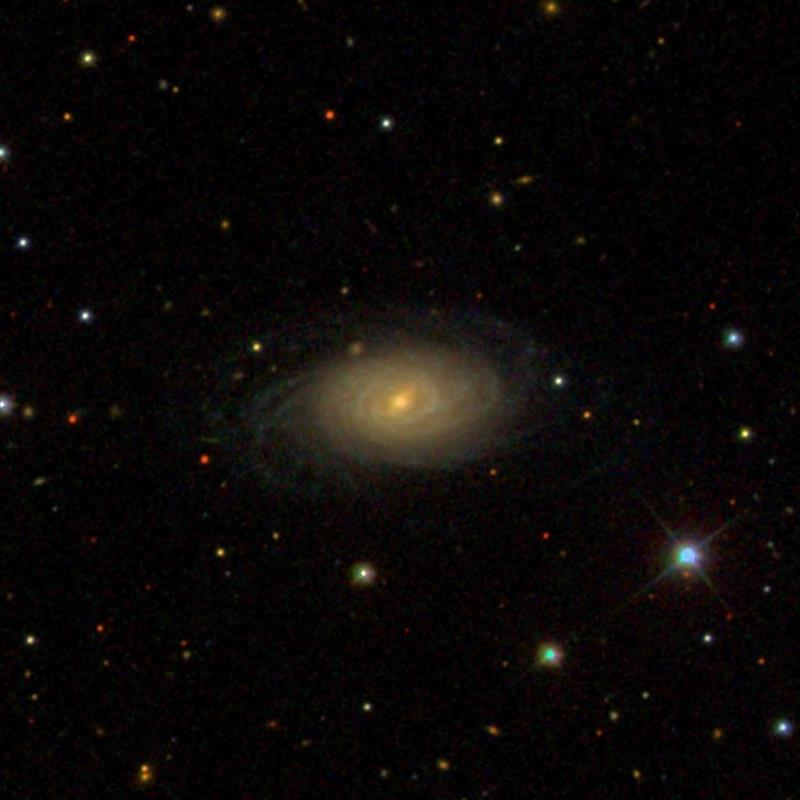
IC 1060

IC 1060 — галактика типу Sa (спіральна галактика) у сузір'ї Терези.
Цей об'єкт міститься в оригінальній редакції індексного каталогу.